# Tanjug
Tanjug (em cirílico sérvio: Танјуг, acrónimo de Телеграфска агенција нове Југославије; Telegrafska agencija nove Jugoslavije, traduzida como Agência Telegráfica da Nova Jugoslávia) foi uma agência noticiosa estatal sérvia, cuja sede se situava em Belgrado. Foi fundada a 5 de novembro de 1943 como a agência de notícias oficial da antiga Jugoslávia.
De 1975 a meados da década de 1980, a Tanjug desempenhou um papel importante na Agência de Notícias Comum dos Países Não Alinhados, um sistema de cooperação entre as agências de notícias dos países não alinhados. Os profissionais da Jugoslávia ajudaram a equipar e treinar os jornalistas e técnicos de outros países não alinhados, principalmente de África e da Ásia Meridional.
A Tanjug cessou suas operações a 31 de outubro de 2015.